# Organisation de l'Armée Secrète
Organisation de l'armée secrète (OAS) (franska: Den hemliga arméns organisation) var en kortlivad, högersinnad, fransk nationalistisk militant och underjordisk organisation, som var verksam under Självständighetskriget i Algeriet (1954–62). OAS brukade väpnad kamp i ett försök att förhindra Algeriet att uppnå självständighet. Som motto hade OAS "Algeriet är franskt och kommer så att förbli" (L’Algérie est française et le restera).
Organisationen grundades i Spanien i januari 1961, som en reaktion på en folkomröstning om algeriskt självstyre, vilket de motarbetade. Tillvägagångssättet betraktas allmänt som ”terrormetoder”.
Efter Evianfreden i mars 1962, vid vilket Algeriets självständighet erkändes och varefter en omfattande utflyttning av pieds-noirs (europeiska bosättare) skedde, strävade OAS efter att förhindra den pågående politiska processen genom kampanjer med mord och bombningar. Kampanjen kulminerade den 22 augusti 1962 i Jean-Marie Bastien-Thirys mordförsök på president de Gaulle i Parisförorten Le Petit-Clamart.
Medlemmar av OAS deltog senare i många antikommunistiska strider i världen. 

## Bildande
OAS bildades som svar på en folkomröstning som hölls den 8 januari 1961 om algeriskt självstyre, en omröstning som initierats av presidenten, general Charles de Gaulle. Det grundades i Madrid, i Francos Spanien den 3 december 1960, av några officerare i fransk tjänst, Pierre Lagaillarde (som ledde 1960 års belägring av Alger), general Raoul Salan (som deltog i Le Putsch d'Alger, 1961 års "Generaluppror") och Jean-Jacques Susini, samman med andra medlemmar av den franska armén, till exempel Yves Guérin-Sérac, och medlemmar av Franska främlingslegionen från första Indokinakriget (1946–54). OAS-Métro, "Moderlands"-grenen av OAS, leddes av kapten Pierre Sergent. Bakom gruppen stod politiker som Jacques Soustelle och Georges Bidault.
I januari 1960 blossade ett motstånd mot Algeriets självständighet upp bland kolonisatörer och pieds-noirs (fransmän av europeiskt ursprung men boende i Nordafrika), och de tog åter upp vapnen i april 1961 under generalupproret tillsammans med några av de algeriska judarna som slutit upp runt OAS efter att synagogor attackerats av Front de libération nationale (FLN) i Algeriet.[källa behövs] Daniele Ganser vid ETH Parallel History Project hävdar att Operation Gladios stay-behind-nätverk, som leds av NATO, var inblandad, men inga definitiva bevis härtill har hittats. Båda dessa resningar kvästes hastigt och många av ledarna som bildat OAS tillfångatogs.

## Operationer
Genom sabotage, attentat och mord i såväl France métropolitaine som det franska Algeriet, försökte OAS förhindra att Algeriet blev självständigt. Det första offret var Pierre Popie, advokat och ordförande i Republikanska folkrörelsen (Mouvement Républicain Populaire, MRP), som i ett TV-uttalande hävdade att "Franska Algeriet är dött" (L’Algérie française est morte). Roger Gavoury, chef för den franska polisen i Alger, mördades av Roger Degueldre, ledare för OAS Delta Commando, och Albert Dovecar den 31 maj 1961 (både Degueldre och Dovecar avrättades av en exekuteringspluton den 7 juni 1962). Delta Commando ägnade sig åt en mordvåg den 17 mars, 5 maj, samt den 15 mars 1962; det sistnämnda attentatet riktade sig mot sex inspektörer vid Nationella utbildningsministeriet, vilken förestod ”Centret för social utbildning” (Centres sociaux éducatifs), där bland andra Mouloud Feraoun, en algerisk författare, befann sig.
OAS försökte vid upprepade tillfällen mörda den franske presidenten Charles de Gaulle. Det mest omtalade försöket var ett bakhåll 1962 i Petit-Clamart, en Parisförort, vilken planerades av en militär ingenjör som inte var medlem av OAS, Jean-Marie Bastien-Thiry. Bastien-Thiry avrättades i mars 1963 efter att de Gaulle vägrat benåda honom. Romanen "Schakalen" av Frederick Forsyth som först utgavs 1970 och översattes till svenska 1972 för att senare filmatiseras (The Day of the Jackal 1973), är en dramatiserad återberättelse om attacken.

## Överenskommelserna i Evian och OAS kamp
OAS hopp låg i att övertyga om att FLN i hemlighet återgått till militära aktioner efter beslutet om eld upphör vid Evianfreden den 19 mars 1962 och vid en folkomröstning i juni 1962; över 100 bomber per dag sprängdes med denna avsikt av OAS i mars. Den 21 mars delade OAS ut flygblad där de kungjorde att den franska armén blivit en ockupationsmakt. De organiserade bilbombningar: 25 dödades i Oran den 28 februari 1962, 62 dödades i Alger den 2 maj, etc. Följande dag tog de kontroll över Bab el-Oued, attackerade franska soldater, och dödade sex. Franska armén omringade dem. Vid striden som därmed utbröt dödades 35 och 150 skadades. Den 26 mars utlyste ledarna av OAS en generalstrejk i Alger, och uppmanade de europeiska kolonisatörerna att ansluta sig med dem i Bab el-Oued i avsikt att bryta blockaden av de militära trupper som var lojala mot de Gaulle och republiken. En detachering av tirailleurs (muslimska trupper i franska armén) besköt demonstranterna, varmed de dödade 54, skadade 140, och traumatiserade de europeiska bosättarna i vad som kommit att bli känt som "skottlossningen på Rue d'Isly".
I april 1962 tillfångatogs OAS-ledaren Raoul Salan. Liksom andra medlemmar av OAS skulle han försvaras av Jean-Louis Tixier-Vignancour, som vid tillfället ställde upp som kandidat för yttersta högern i 1965 års presidentval. Trots bombkampanjen som OAS utfört, hade FLN hållit fast vid avtalet om eld upphör, och den 17 juni 1962 lade även OAS ner sina vapen. De algeriska myndigheterna garanterade återstoden av européer beskydd och säkerhet, men tidigt i juni 1962 inträffade Oranmassakern: hundratals beväpnade personer dök upp i de europeiska områdena av staden, och attackerade den europeiska civilbefolkningen. Våldet pågick under flera timmar, och inbegrep offentlig lynchning och tortyr runt om i Oran av ALN-stödda ciliva—den väpnade grenen av FLN som vid denna tid höll på att utvecklas till Algeriets armé. Uppskattningar av den totala antalet offer varierar kraftigt. Lokala tidningar sade att 1 500 dödades. Dr. Mostefa Naït, chef för Orans centrala sjukhus hävdade att 95 personer, inklusive 20 européer, dödades (13 av knivhugg) och 161 personer skadades. 153 omkomna fransmän listas på en hemsida på Internet. .
1 juli 1962 hölls en folkomröstning i Algeriet om frågan om dess självständighet och huruvida folket godkände avtalen i Evian. Med en klar majoritet för förslagen, utropades landets självständighet 3 juli. I samband med detta flydde omkring en halv miljon människor till Frankrike, under loppet av några månader.
1963 upplöstes OAS. Roger Degueldre, Claude Piegts och Albert Dovecar avrättades av en exekutionspluton den 7 juni 1962. Bastien-Thiry, som hade deltagit i mordförsöket på de Gaulle i Petit-Clamart, och som formellt inte var medlem av OAS, avrättades också. Alla andra straffade benådades i juli 1968. De generaler som deltagit i Le Putsch d'Alger som ännu var vid liv i november 1982, återtogs till armén genom ytterligare en lag om amnesti: Raoul Salan, Edmond Jouhaud, och sex andra generaler berördes av denna lag.